# 한국중학생과학올림피아드
한국중학생과학올림피아드(Korea Junior Science Olympiad, KJSO)는 한국국제과학올림피아드위원회에서 만 15세 이하 중학생을 대상으로 주관하는 대한민국의 과학 올림피아드로, 대한민국의 국가 공인 올림피아드이다. 국제 중등 과학 올림피아드에 대한민국을 대표로 출전하는 학생 6명을 선발한다.